# Xenodon pulcher
Xenodon pulcher is een slang uit de familie van de toornslangachtigen (Colubridae). De soort komt voor in Argentinië, Bolivia, Brazilië en Paraguay.